# Épinicie
L’épinicie (en grec ancien ἐπινίκιον, epinikion, « (poème) qui concerne une victoire »), ou ode triomphale, est, en Grèce antique, un poème célébrant la victoire d'un athlète lors d'une compétition sportive. Le genre de l'épinicie relève de la poésie lyrique chorale et a été pratiqué de la fin de l'époque archaïque au début de l'époque classique (principalement aux VIe et Ve siècles av. J.-C.). Les principaux poètes ayant composé des épinicies sont Simonide de Céos, Pindare et Bacchylide.

## Caractéristiques de l'épinicie

### Contexte

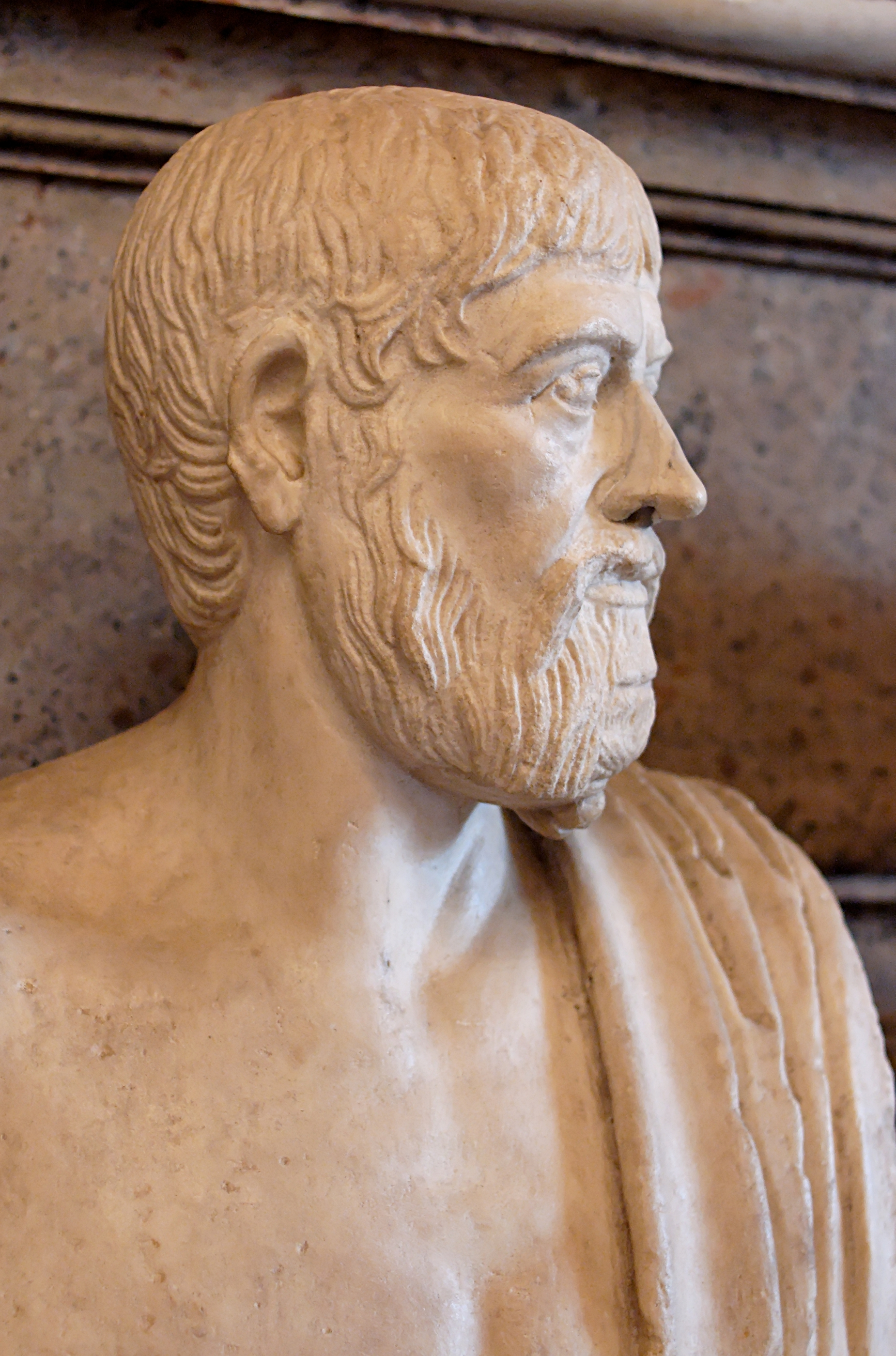
Buste de Pindare aux Musées du Capitole. Copie romaine d'un original grec du Ve s. av. J.-C.

À partir de la fondation des jeux olympiques antiques en 776 av. J.-C. puis des trois autres grandes compétitions panhelléniques à Delphes (jeux pythiques), à Némée (jeux néméens) et dans l'isthme de Corinthe (jeux isthmiques), une poésie de l'éloge se développe pour célébrer les victoires des athlètes aux différentes épreuves. La victoire donne à un athlète le droit de revendiquer différents honneurs : il peut payer un sculpteur pour ériger une statue à son image dans le sanctuaire près duquel il a remporté sa victoire, et il peut aussi commander une épinicie à un poète. L'épinicie est donc une poésie de commande et une poésie de circonstance, liée à un événement ponctuel qu'elle commémore. Dans le cas de certains types d'épreuves, comme la course de chevaux ou de chars, le commanditaire d'une épinicie n'est pas l'athlète lui-même, mais le propriétaire du cheval ou de l'attelage, en général un membre d'une famille aristocratique, voire un souverain (Pindare et Bacchylide célèbrent ainsi les victoires remportées par les chevaux d'un tyran de Sicile, Hiéron de Syracuse). Simonide de Céos passait pour être le premier poète à avoir réclamé de l'argent pour ses odes.

### Composition et représentation
L'épinicie était chantée par un chœur, en général au moment du retour de l'athlète dans sa cité, ou bien le long du chemin de retour entre le lieu de la compétition et sa cité. Ce chœur était dirigé, soit par le poète lui-même, quand il était présent, soit par un chef de chœur (chorodidascalos). Le poète composait, en plus du texte, une partition musicale fournissant au chœur les indications nécessaires pour chanter son poème ; mais seul le texte des poèmes nous est parvenu. Les épinicies étaient composées pour n'être chantées qu'une fois ; par la suite, le texte de celles dont la valeur littéraire a été jugée la plus grande a été édité par les savants antiques, et certaines sont devenues des classiques étudiés dans les écoles et commentées par les savants ; mais elles n'ont plus été chantées.

### Langue et mètre
Les épinicies sont composées dans une langue littéraire mêlant plusieurs dialectes. Elles sont généralement composées en triades, c'est-à-dire en ensembles de trois strophes dont les trois éléments sont appelés strophe, antistrophe (qui a la même structure métrique que la strophe) et épode. Cependant, les odes les plus courtes sont parfois composées d'une seule strophe (elles sont dites « monostrophiques »). Le vers employé, plus variable et plus complexe que l'hexamètre dactylique employé pour l'épopée à la même époque, a posé des problèmes aux métriciens qui se sont efforcés de scander les vers et de retrouver les différents mètres employés par les poètes. 

### Thèmes traditionnels
Le genre de l'épinicie est structuré par des thèmes fixes : le poète doit faire l'éloge du vainqueur, de sa famille, de sa ville natale, et des dieux qui lui ont accordé la victoire. L'ode comporte presque toujours aussi l'évocation d'un héros et d'un épisode mythologique en rapport, soit avec le type d'épreuve remporté par l'athlète, soit avec sa région natale, et développe en général des sentences morales et religieuses. En revanche, le poète ne s'étend généralement pas sur les circonstances précises du déroulement de l'épreuve et de la victoire elle-même.